# Петровський (Мещовський район)
Петровський (рос. Петровский) — селище в Мещовському районі Калузької області Російської Федерації.
Населення становить 0 осіб. Входить до складу муніципального утворення Місто Мещовськ.

## Історія
Від 2004 року входить до складу муніципального утворення Місто Мещовськ.

## Населення
| 2002 | 2010 |
| ---- | ---- |
| 0    | →0   |